# Liste des présidents de la république démocratique du Congo
Ne doit pas être confondu avec Liste des présidents de la république du Congo.
Ce tableau liste les présidents de la république démocratique du Congo depuis son indépendance de la Belgique le 30 juin 1960. 

## Liste des présidents
| N°                                                    | Portrait         | Nom                   | Début du mandat  | Fin du mandat    | Parti | Parti           | Note |
| ----------------------------------------------------- | ---------------- | --------------------- | ---------------- | ---------------- | ----- | --------------- | --- |
| République du Congo                                   |                  |                       |                  |                  |       |                 | |
| Première République                                   |                  |                       |                  |                  |       |                 | |
| 1                                                     |                  | Joseph Kasa-Vubu      | 30 juin 1960     | 24 novembre 1965 |       | Abako           | Élu démocratiquement au suffrage universel indirect, renversé militairement par Mobutu                                                                 |
| 2                                                     |                  | Joseph-Désiré Mobutu  | 25 novembre 1965 | 1er juillet 1966 |       | Militaire       | Arrivé au pouvoir à la suite d'un coup d'État |
| République démocratique du Congo                      |                  |                       |                  |                  |       |                 | |
| Deuxième République                                   |                  |                       |                  |                  |       |                 | |
| (2)                                                   |                  | Joseph-Désiré Mobutu  | 1er juillet 1966 | 27 octobre 1971  |       | MPR             | Autoproclamé, puis élu en 1970 |
| République du Zaïre                                   |                  |                       |                  |                  |       |                 | |
| (2)                                                   |                  | Mobutu Sese Seko      | 27 octobre 1971  | 16 mai 1997      |       | MPR             | Renversé par la rébellion conduite par Laurent-Désiré Kabila                                                                                           |
| République démocratique du Congo                      |                  |                       |                  |                  |       |                 | |
| Gouvernement de salut public                          |                  |                       |                  |                  |       |                 | |
| 3                                                     |                  | Laurent-Désiré Kabila | 17 mai 1997      | 16 janvier 2001  |       | Militaire       | Autoproclamé, assassiné |
| Eddy Kapend assure l'intérim du 16 au 17 janvier 2001 |                  |                       |                  |                  |       |                 | |
| 4                                                     |                  | Joseph Kabila         | 17 janvier 2001  | 26 janvier 2003  |       | PPRD            | Fils du précédent, nommé président par intérim |
| Gouvernement de transition                            |                  |                       |                  |                  |       |                 | |
| (4)                                                   |                  | Joseph Kabila         | 26 janvier 2003  | 6 décembre 2006  |       | PPRD            | Nommé à la suite des accords de Prétoria, il est encadré dans sa fonction par quatre vice-présidents issus des factions de la Deuxième guerre du Congo |
| Troisième République                                  |                  |                       |                  |                  |       |                 | |
| (4)                                                   |                  | Joseph Kabila         | 6 décembre 2006  | 21 décembre 2011 |       | PPRD            | Élu démocratiquement au suffrage universel direct |
| (4)                                                   | 21 décembre 2011 | Joseph Kabila         | 25 janvier 2019  |                  |       | PPRD            | Élu démocratiquement au suffrage universel direct |
| 5                                                     |                  | Félix Tshisekedi      | 25 janvier 2019  | 20 janvier 2024  |       | UDPS-Tshisekedi | Premier président issu d'une alternance démocratique.                                                                                                  |
| 5                                                     | 20 janvier 2024  | Félix Tshisekedi      | en fonction      |                  |       | UDPS-Tshisekedi | Premier président issu d'une alternance démocratique.                                                                                                  |